# Voulgézac
Voulgézac ist eine westfranzösische Gemeinde mit 242 Einwohnern (Stand 1. Januar 2022) im Département Charente in der Region Nouvelle-Aquitaine.

## Lage
Voulgézac liegt etwa 24 Kilometer (Fahrtstrecke) südwestlich von Angoulême in der Kulturlandschaft des Angoumois in einer Höhe von etwa 120 Metern ü. d. M.

## Bevölkerungsentwicklung
| Jahr      | 1962 | 1968 | 1975 | 1982 | 1990 | 1999 | 2006 | 2016 |
| Einwohner | 257  | 265  | 265  | 231  | 289  | 311  | 278  | 251  |

Bis ins ausgehende 19. Jahrhundert hinein schwankte die Einwohnerzahl der Gemeinde zwischen 450 und 600; infolge der Reblauskrise im Weinbau und der Mechanisierung der Landwirtschaft sank die Einwohnerzahl danach kontinuierlich bis auf die Tiefststände der letzten Jahrzehnte ab.

## Wirtschaft
Die Einwohner der Gemeinde lebten jahrhundertelang von der Landwirtschaft; die Böden der Gemeinde gehören zu den Fins Bois des Weinbaugebietes Cognac und so finden sich mehrere Weinfelder in der Umgebung des Ortes. Der Tourismus in Form der Vermietung von Ferienwohnungen trägt ebenfalls seit den 1960er Jahren zu den Einnahmen der Gemeinde bei.

## Geschichte
Les Vachons zwei Abris und eine Höhle mit altsteinzeitliche Funde liegen auf dem Gebiet der Gemeinde. In der Antike lag der Ort am Chemin Boisné, einer Verbindungsweg zwischen Saintes (Mediolanum Santonum) und Périgueux (Vasunna).
Die Existenz einer romanischen Kirche ist ein hinreichendes Indiz für eine Besiedlung des Ortes im Mittelalter.

## Sehenswürdigkeiten
- Die in prähistorischer Zeit von Menschen aufgesuchten Abris von Les Vachons (45° 31′ 56″ N, 0° 9′ 28″ O) befinden sich auf Privatgelände. Die Felsüberhänge wurden im Jahr 1927 als Monument historique[1] eingestuft.

- Die einschiffige Pfarrkirche Notre-Dame ist dem 12. Jahrhundert zuzurechnen. Durch den beinahe burgartig anmutenden Vierungsturm sowie durch die fehlenden Fenster in den Außenwänden, die mit mächtigen Strebepfeilern verstärkt sind, hat die Kirche in Ansätzen den Charakter einer Wehrkirche. Die großdimensionierte Apsis ist durch Lisenen mit Halbsäulenvorlagen in sieben Felder unterteilt, von denen drei über ein Fenster verfügen; den oberen Abschluss bildet ein breiter Rundbogenfries und ein unterhalb der Dachtraufe verlaufender Konsolenfries. Die Portalzone der Westfassade zeigt das in der Charente häufig anzutreffende Triumphbogenschema; ansonsten ist die Fassade vollkommen schmucklos und wird nur durch zwei horizontale Gesimse in drei Ebenen geteilt. Das dreijochige aber nur einschiffige Langhaus erhielt bereits im 13. Jahrhundert ein Rippengewölbe; Vierungskuppel und Apsiskalotte sind noch original. Die Kirche ist seit dem Jahr 1903 als Monument historique[2] anerkannt.

Sehenswürdigkeiten
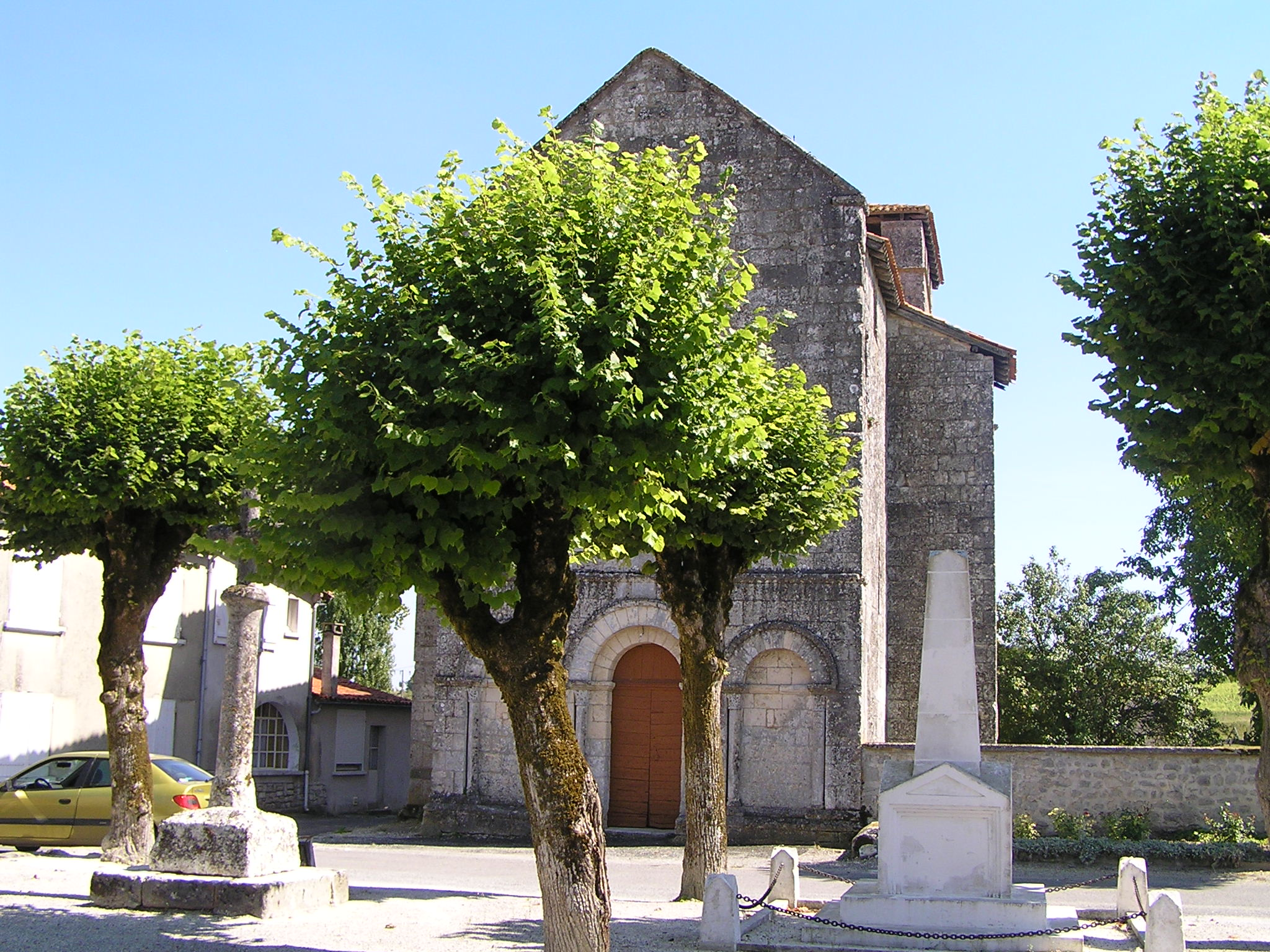
Westfassade
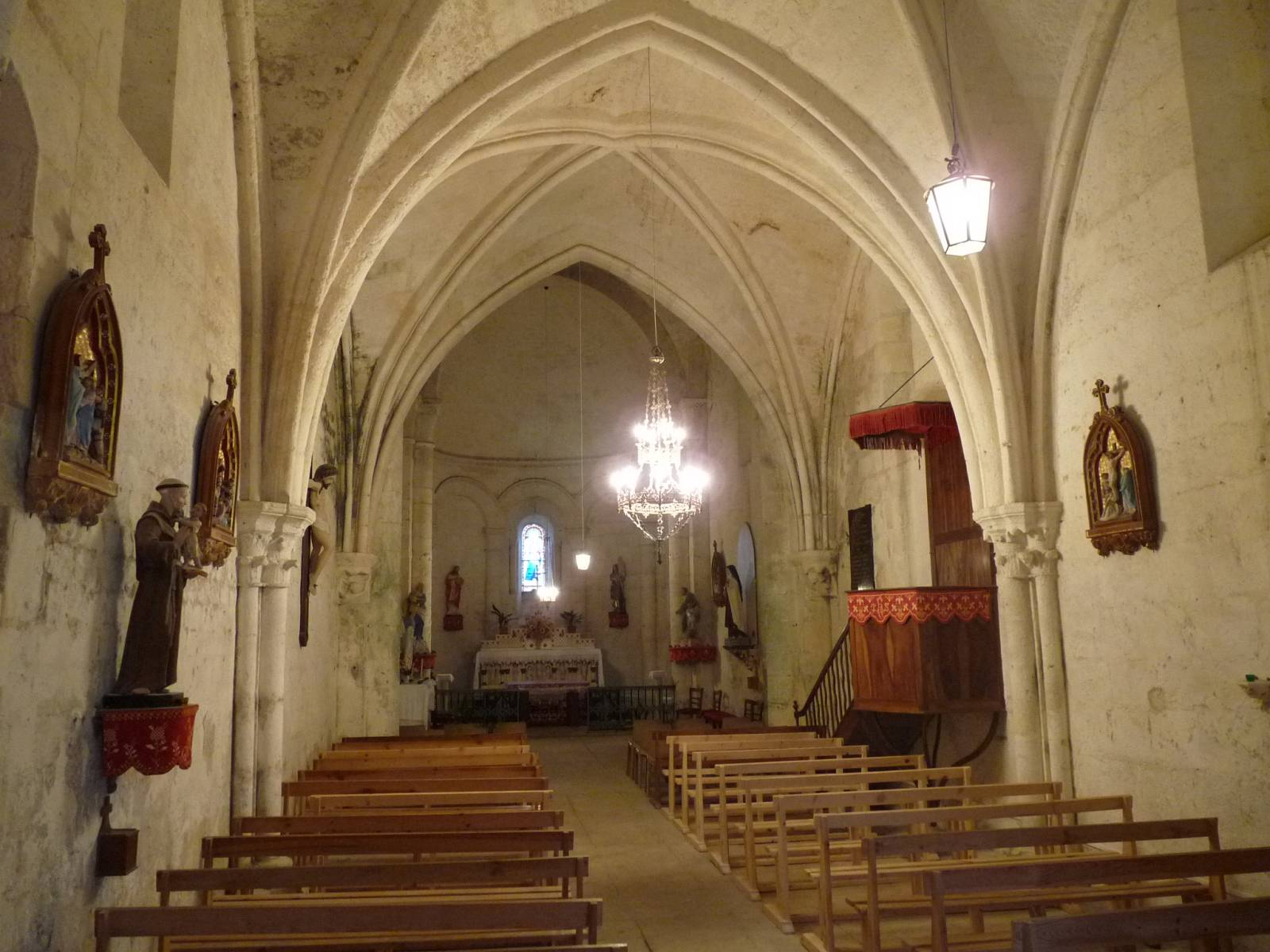
Innenansicht der Kirche
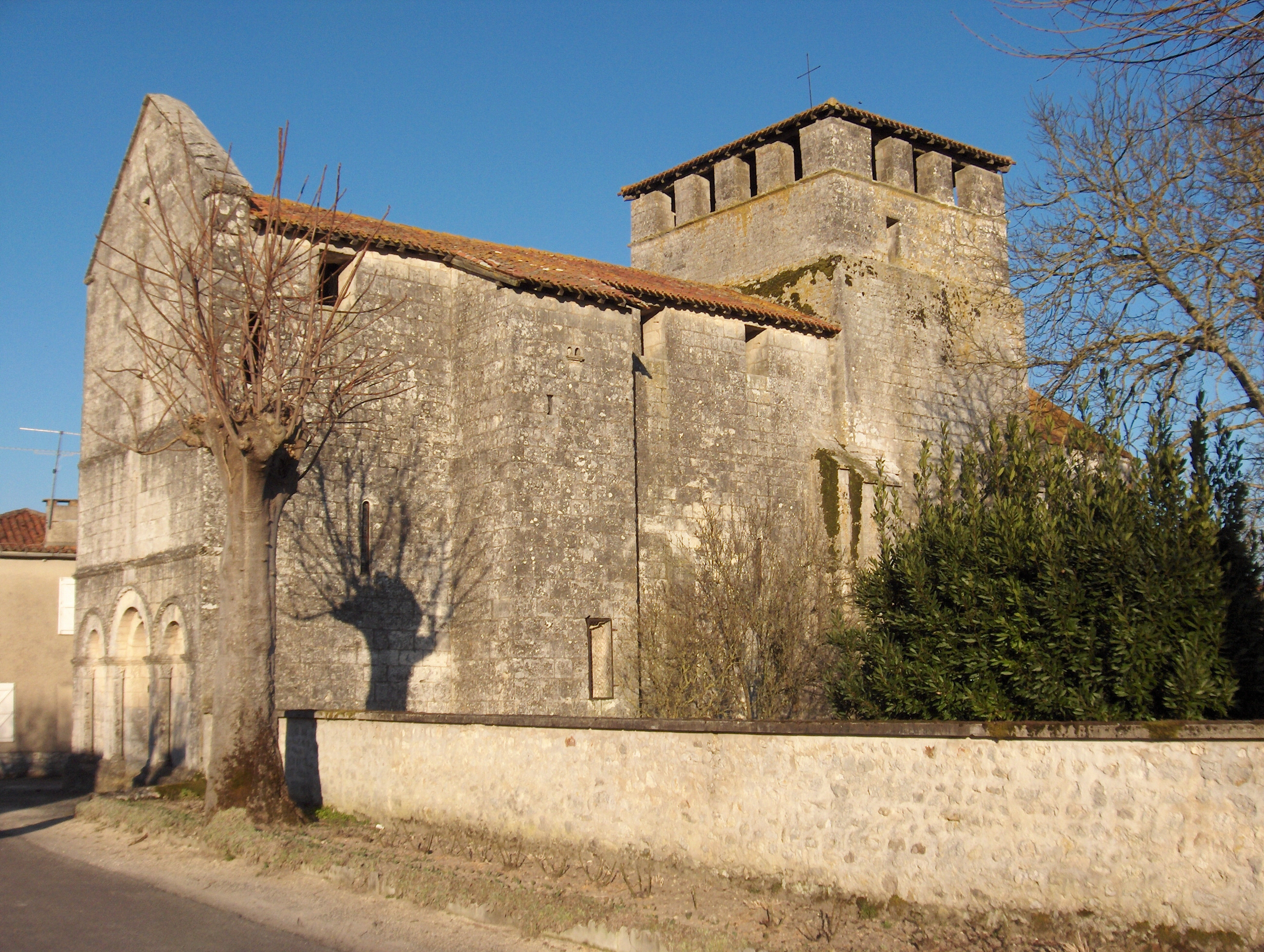
Église Notre-Dame
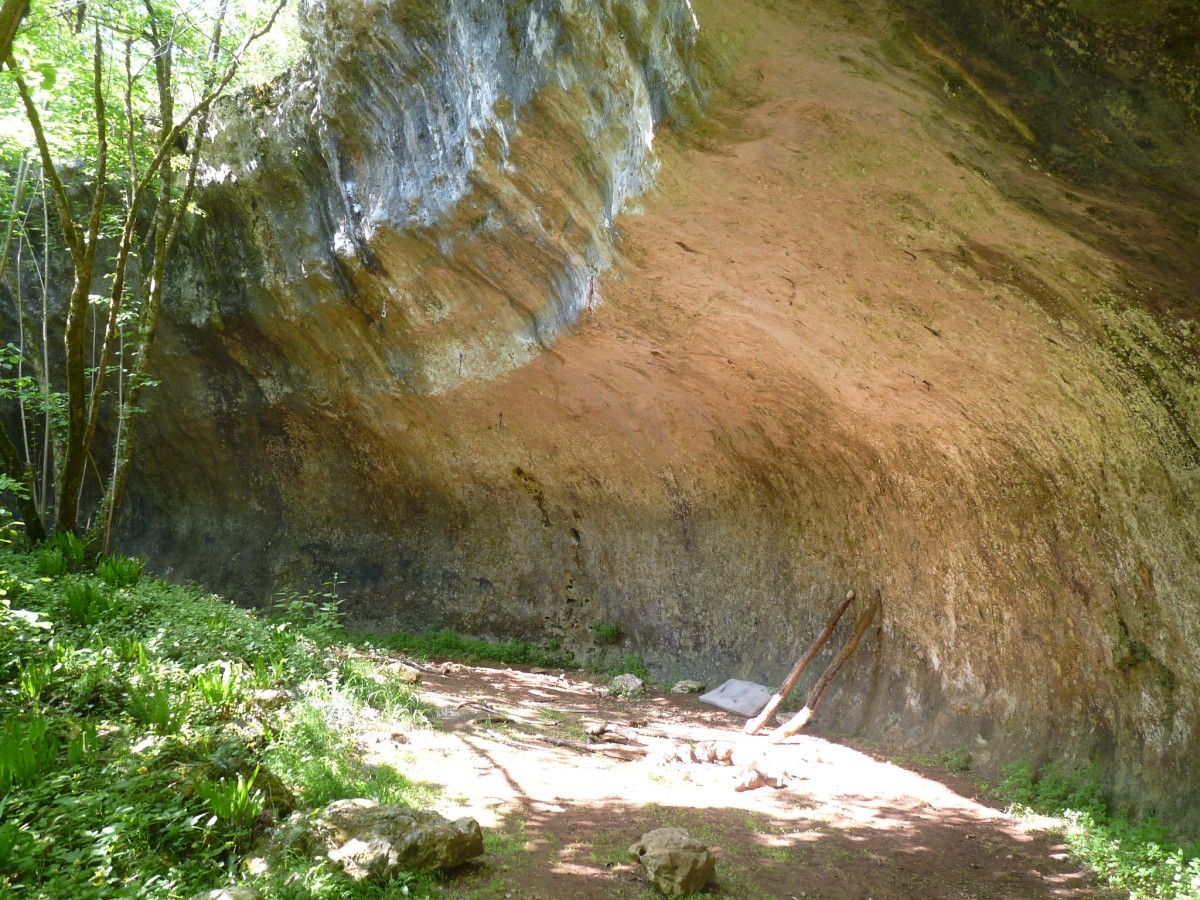
Der Abri

- Zu den Ausstattungsgegenständen der Kirche gehören ein zwei Meter hohes Kreuz mit einem Kruzifixus aus dem 16. Jahrhundert[3], ein Leinwandgemälde der „Heiligen Familie“ mitsamt der heiligen Elisabeth aus dem 17. Jahrhundert[4] und eine Bronzeglocke aus dem Jahr 1572[5]. Die Glocke trägt in Großbuchstaben die lateinische Inschrift «SA MARIA ORA PRO NOBIS. LAN MVCLXXII. JE SUIS FAICTE POUR LA PAROISSE DE VOUGEZAT».
- Der hauptsächlich mit Rosen bestückte Garten auf dem Gelände der ehemaligen Wassermühle Moulin de Nanteuillet (45° 31′ 47″ N, 0° 8′ 26″ O) ist seit 2010 ebenfalls als Monument historique[6] anerkannt.